# إصدار القرن الجديد
إصدار القرن الجديد هو عبارة عن مراجعة للكتاب المقدس الدولي للأطفال (International Children's Bible أو ICB).
الكتاب المقدس الدولي للأطفال هي ترجمة للكتاب المقدس التي تستهدف القراء من الشباب وأصحاب مهارات القراءة المنخفضة /المفردات المحدودة في اللغة الإنجليزية. كُتب لمستوى الصف الثالث (من المقدمة) ويعد الكتاب ذات نبرة محافظة وانجيليّة. كان العهد الجديد المعدل قد نُشر أول مرة في عام 1983 وتبعه العهد القديم في عام 1987.
تمّ مراجعة الكتاب المقدس الدولي للأطفال ليصبح أكثر تعقيدا لمستوى القراءة للصف الخامس وأطلق عليه إصدار القرن الجديد. نُشر إصدار الجنس المحايد لأول مرة في عام 1991، لتحل محل الطبعة الأصلية.
كتب غروديم وبويتريس: «إن أقدم الترجمات الكاملة للكتاب المقدس التي اعتمدت سياسة ترجمة محايدة جنسانيًا كانت على ما يبدو نسخة القرن الجديد والكتاب المقدس الدولي للأطفال وكلاهما نشرتهما شركة ورثي للنشر، والتي تم بيعها إلى "Word Publishing" في عام 1988. لا يذكر الكتاب المقدس الدولي المبسط شيئًا في مقدمته عن سياسة الترجمة المحايدة جنسانيًا. لكن إصدار القرن الجديد يقدم بعض التفسير. كان هدف إصدار القرن الجديد هو إنشاء كتاب مقدس واضح وسهل الفهم، وبنى المترجمون أفكارهم على هذا النحو. اختيار المفردات من قائمة الكلمات التي يستخدمها محررو موسوعة الكتاب العالمي لتحديد المفردات المناسبة. بناءً على الاهتمام بالوضوح وبساطة التعبير. فيما يتعلق باللغة الجنسانية، فإن إصدار القرن الجديد هو محايد بشدة بين الجنسين»
تم اقران نسخة القرن الجديد مصحوب بملاحظات تحتوي على نصائح بخصوص قضايا المراهقين لتشكيل" الكتاب المقدس للشباب " الذي تم تحديثه في 2007 . أصبح إصدار القرن الجديد متاحًا بشكل مستقل منذ عام 1991. وايضًا متاح کاصدار القرن الجديد والمزامير والامثال المعروف بالنظيف. نشرت هذه الطبعة بواسطة توماس نيلسون، وهي إحدى مطبوعات مجموعة هاربر كولينز للنشر المسيحي.

## روابط خارجية
- Publisher's page
- Article by Michael Marlowe
- Article by Ken Anderson
- Online NCV